# 160 pr. n. št.

## Rojstva
- Demetrij II. Nikator, vladar Selevkidskega cesarstva († 125 pr. n. št.)